# Quốc Anh (ca sĩ)
Nguyễn Văn Tiến
(2 tháng 10 năm 1948 – 10 tháng 2 năm 2021), thường được biết đến với nghệ danh Quốc Anh, là một nam ca sĩ, nhạc sĩ mang hai dòng máu Việt – Pháp nổi tiếng đầu thập niên 1980 tại hải ngoại. Sáng tác nổi tiếng nhất của ông là bài Ngày Xuân Vui Cưới.

## Tiểu sử
Ca sĩ Quốc Anh  sinh ngày 2 tháng 10 năm 1948, có cha là một người Martinique (thuộc Pháp) còn mẹ là người Việt.
Năm 1968, khi mới 21 tuổi, ông đã bắt đầu đi ca hát nhưng chưa tham gia vào con đường nghệ thuật chuyên nghiệp, cũng chưa đứng trên sân khấu lớn, nên không có được ánh hào quang như nhiều danh ca cùng thời.
Năm 1977, Quốc Anh được cha bảo lãnh sang định cư tại vùng Normandie..

## Sự nghiệp
Về quê cha, nhưng cũng là xứ người, ca sĩ Quốc Anh đối mặt với cuộc sống khó khăn.
Ông là học trò của nhạc sĩ Anh Bằng trước năm 1975.
Năm 1978, ông tìm đến Paris, nơi có nhiều hội đoàn người Việt để xin cộng tác và sinh hoạt văn nghệ, nhưng chủ yếu chỉ ở trong phạm vi cộng đồng.
Sang thập niên 1980, Quốc Anh chính thức bước vào con đường ca hát chuyên nghiệp với cột mốc xuất hiện trên Thúy Nga Paris by Night video số 1 năm 1983. Là một trong những ca sĩ thế hệ đầu tiên của Trung tâm Thúy Nga, ca sĩ Quốc Anh sở hữu chất giọng nhẹ nhàng và tình cảm sâu lắng. Sau đó, ông chuyển đến Mỹ để sự nghiệp ca hát được thuận lợi hơn.
| “          | Tôi đã gặp may mắn vì con đường được suôn sẻ, hanh thông. Tuy chưa bao giờ bước lên được đỉnh cao của sự nghiệp ca hát, nhưng tôi vẫn rất hài lòng và hãnh diện và đã từng là một phần của làng nhạc hải ngoại trong những năm đầu hình thành và phát triển | ” |
| — Quốc Anh | |   |

Cho đến nay, nhiều người vẫn yêu thích giọng hát Quốc Anh trong bài Hoa Cài Mái Tóc trên Thúy Nga Paris By Night số 2 năm 1986. Đặc biệt, ca khúc Ngày Xuân Vui Cưới của ông nổi tiếng ở trong nước, thường được biểu diễn trong các dịp đám cưới.
Từ những năm 1994-1998, ca sĩ Quốc Anh và các ca sĩ hải ngoại khác như Hương Lan, Đức Huy, Elvis Phương,... được xem là lứa ca sĩ hải ngoại đầu tiên trở về Việt Nam để biểu diễn, quay video cũng như phát hành album cả trong nước lẫn nước ngoài. Tiếng hát của ca sĩ Quốc Anh từ đó cũng được nhiều khán giả trong nước biết đến nhiều hơn và ngày càng được yêu thích.
Ca sĩ Quốc Anh qua đời tại Mỹ vào lúc 1h chiều ngày 10/2 (giờ địa phương) sau một thời gian mắc COVID-19.

## Sáng tác
Danh sách này không đầy đủ, bạn cũng có thể giúp mở rộng danh sách.
- Bữa cơm chiều bên mẹ
- Cuối đường phiêu lãng
- Đà Nẵng mưa bay
- Đêm nay ta say
- Đêm nay trời đổ cơn mưa
- Đêm nghe tình sám hối
- Đêm trở về Kiên Giang
- Em còn bé lắm anh ơi
- Gởi đời một trái tim vui
- Hạnh phúc đắng
- Hey
- Hôn em trọn kiếp sau
- Hồng ân tình yêu
- Johnny Guitare
- Kiên Giang ơi trăm nhớ ngàn thương
- Lá thư Vu Lan
- Lặng lẽ
- Lạy mẹ hóa giải nghiệp duyên
- Ly rượu tương phùng
- Lý phụ tình
- Màn trời chiếu nước và Mưa Lũ (2 bài hát cuối cùng viết về lũ lụt miền Trung)
- Mùa xuân năm 2020
- Mưa trên thung lũng hoa vàng
- Nàng karaoke
- Ngày xuân vui cưới 1 & 2
- Nhớ thu Paris
- Những chiến binh nơi tuyến đầu khổ hạnh
- Niềm Đau
- Niềm tin
- Paris còn gọi mãi tên em
- Phố biển thương ơ
- Sinh nhật ca
- Sống chết cho tình yêu
- Sông lạc đường về
- Tà áo quê hương
- Tạ ơn mẹ
- Tâm kinh mùa báo hiếu
- Tâm tình với người bạn nhỏ
- Thành phố và tôi
- Thương và hận
- Tình chết hai lần
- Tình đắng 3
- Tình đắng 4
- Tình em mùa đông
- Tình yêu Facebook
- Trong lòng em đổ mưa
- Tuổi 15
- Yêu nhau không dám lấy

## Album

### Thúy Nga (góp mặt)
| STT | Tên ca khúc                  | CD-Album                   | Năm  | Sáng tác           | Thể hiện                                                                       |
| 1   | Tình Có Như Không            | Thúy Nga Paris By Night 1  | 1983 | Trần Thiện Thanh   | Quốc Anh                                                                       |
| 2   | Hoa Cài Mái Tóc              | Thúy Nga Paris By Night 2  | 1986 | Thông Đạt          | Quốc Anh                                                                       |
| 3   | Gặp nhau Làm Ngơ             | Thúy Nga Paris By Night 4  | 1987 | Trần Thiện Thanh   | Quốc Anh                                                                       |
| 4   | Nàng                         | Thúy Nga Paris By Night 5  | 1987 | Trung Chỉnh        | Quốc Anh                                                                       |
| 5   | Và Tôi Cũng Yêu Em           | Thúy Nga Paris By Night 10 | 1990 | Đức Huy            | Quốc Anh                                                                       |
| 6   | Hài kịch: Thủ Tục Ly Dị      | Thúy Nga Paris By Night 54 | 2000 | Nhóm Kịch Thúy Nga | Quốc Anh, Kiều Linh, Kỳ Duyên, Mỹ Huyền                                        |
| 7   | Hài Kịch: Đắc Kỷ & Trụ Vương | Thúy Nga Paris By Night 71 | 2003 | Nhóm Kịch Thúy Nga | Quốc Anh, Quang Minh, Hồng Đào, Chí Tài, Trang Thanh Lan, Kiều Linh, Thời Danh |

### CD Hận Đồ Bàn
| STT | Tên ca khúc        | CD-Album   | Năm  | Sáng tác           | Thể hiện |
| 1   | Hận Đồ Bàn         | Hận Đồ Bàn | 1993 | Xuân Tiên          | Quốc Anh |
| 2   | Hoa Cài Mái Tóc    | Hận Đồ Bàn | 1993 | Thông Đạt          | Quốc Anh |
| 3   | Đầu Xuân Lính Chúc | Hận Đồ Bàn | 1993 | Hoài Linh – Tấn An | Quốc Anh |
| 4   | Ngày Xuân Vui Cưới | Hận Đồ Bàn | 1993 | Quốc Anh           | Quốc Anh |
| 5   | Sinh Nhật Ca       | Hận Đồ Bàn | 1993 | Nguyễn Quốc Anh    | Quốc Anh |
| 6   | Sông Lạc Đường Về  | Hận Đồ Bàn | 1993 | Lời Việt: Quốc Anh | Quốc Anh |
| 7   | Johnny Guitare     | Hận Đồ Bàn | 1993 | Lời Việt: Quốc Anh | Quốc Anh |
| 8   | Niềm Đau           | Hận Đồ Bàn | 1993 | Lời Việt: Quốc Anh | Quốc Anh |
| 9   | Hey                | Hận Đồ Bàn | 1993 | Lời Việt: Quốc Anh | Quốc Anh |
| 10  | Tuổi 15            | Hận Đồ Bàn | 1993 | Lời Việt: Quốc Anh | Quốc Anh |

### CD Anh Đã Quên Mùa Thu
| STT | Tên bài hát                | CD-Album            | Năm  | Sáng tác             | Thể hiện |
| 1   | Mùa Thu Yêu Đương          | Anh Đã Quên Mùa Thu | 2000 | Tùng Giang – Nam Lộc | Kim Anh  |
| 2   | Sài Gòn Niềm Nhớ Không Tên | Anh Đã Quên Mùa Thu | 2000 | Nguyễn Đình Toàn     | Quốc Anh |
| 3   | Gặp nhau Làm Ngơ           | Anh Đã Quên Mùa Thu | 2000 | Trần Thiện Thanh     | Quốc Anh |
| 4   | Trôi Vào Xứ Mộng           | Anh Đã Quên Mùa Thu | 2000 | Châu Kỳ              | Kim Anh  |
| 5   | Tình Có Như Không          | Anh Đã Quên Mùa Thu | 2000 | Trần Thiện Thanh     | Quốc Anh |
| 6   | Ngày Xuân Vui Cưới         | Anh Đã Quên Mùa Thu | 2000 | Quốc Anh             | Quốc Anh |
| 7   | Anh Đã Quên Mùa Thu        | Anh Đã Quên Mùa Thu | 2000 | Tùng Giang           | Kim Anh  |
| 8   | Bánh Xe Lãng Tử            | Anh Đã Quên Mùa Thu | 2000 | Trọng Khương         | Quốc Anh |
| 9   | Biển Nhớ                   | Anh Đã Quên Mùa Thu | 2000 | Trịnh Công Sơn       | Quốc Anh |
| 10  | Tâm Hồn Cô Đơn             | Anh Đã Quên Mùa Thu | 2000 | Anh Bằng             | Kim Anh  |
| 11  | Xuân Tha Hương             | Anh Đã Quên Mùa Thu | 2000 | Phạm Đình Chương     | Quốc Anh |
| 12  | Một Phút Suy Tư            | Anh Đã Quên Mùa Thu | 2000 | Văn Tùng             | Quốc Anh |

### CD Ngày Xuân Vui Cưới
| STT | Tên bài hát                           | CD-Album           | Năm  | Sáng tác           | Thể hiện              |
| 1   | Ngày Xuân Vui Cưới 2                  | Ngày Xuân Vui Cưới | 2000 | Quốc Anh           | Quốc Anh              |
| 2   | Thả Lời Ong Bướm (Ong Bướm Ngày Xuân) | Ngày Xuân Vui Cưới | 2000 | Quốc Anh           | Quốc Anh – Thúy Hương |
| 3   | Chuyện Yêu Đương                      | Ngày Xuân Vui Cưới | 2000 | Lời Việt: Quốc Anh | Quốc Anh              |
| 4   | Gửi Đời Một Trái Tim Vui              | Ngày Xuân Vui Cưới | 2000 | Quốc Anh           | Quốc Anh              |
| 5   | Tình Có Như Không                     | Ngày Xuân Vui Cưới | 2000 | Trần Thiện Thanh   | Quốc Anh              |
| 6   | Tâm Tình Với Người Bạn Nhỏ            | Ngày Xuân Vui Cưới | 2000 | Quốc Anh           | Quốc Anh              |
| 7   | Và Tôi Cũng Yêu Em                    | Ngày Xuân Vui Cưới | 2000 | Đức Huy            | Quốc Anh              |
| 8   | Thành phố Và Tôi                      | Ngày Xuân Vui Cưới | 2000 | Quốc Anh           | Quốc Anh              |
| 9   | Chưa Một Lần Nói Yêu Em               | Ngày Xuân Vui Cưới | 2000 | Quốc Anh           | Quốc Anh              |
| 10  | Tình Đắng                             | Ngày Xuân Vui Cưới | 2000 | Quốc Anh           | Quốc Anh              |

### CD Ca Khúc Tình Lai
| STT | Tên bài hát                | CD-Album         | Năm  | Sáng tác                      | Thể hiện  |
| 1   | Vẫn Còn Đây Nỗi Nhớ        | Ca Khúc Tình Lai | 2008 | Quốc Anh                      | Quốc Anh  |
| 2   | Xuân Vắng Mẹ               | Ca Khúc Tình Lai | 2008 | Thành Tâm                     | Thành Tâm |
| 3   | Gánh Gồng Gian Nan         | Ca Khúc Tình Lai | 2008 | Thơ: Thạch Gấm Nhạc: Quốc Anh | Quốc Anh  |
| 4   | Nỗi Buồn Vượt biển         | Ca Khúc Tình Lai | 2008 | Thành Tâm                     | Thành Tâm |
| 5   | Những Mảnh Đời Rách Nát    | Ca Khúc Tình Lai | 2008 | Quốc Anh                      | Quốc Anh  |
| 6   | Lá Rách Đùm Lá Rách Tả Tơi | Ca Khúc Tình Lai | 2008 | Thành Tâm                     | Thành Tâm |
| 7   | Giòng Sông Đôi Bờ          | Ca Khúc Tình Lai | 2008 | Châu Đình An                  | Quốc Anh  |
| 8   | Con Tàu Quê Ngoại          | Ca Khúc Tình Lai | 2008 | Thành Tâm                     | Thành Tâm |
| 9   | Tiếng Song Lang            | Ca Khúc Tình Lai | 2008 | Thành Tâm                     | Thành Tâm |
| 10  | Xuân Sau Con Sẽ Về         | Ca Khúc Tình Lai | 2008 | Quốc Anh                      | Quốc Anh  |
| 11  | Bông Hồng Trắng            | Ca Khúc Tình Lai | 2008 | Quốc Anh – Lệ Hoa             | Quốc Anh  |

### CD Quốc Anh - 30 Năm Kỷ Niệm
| STT | Tên bài hát                              | CD-Album                  | Năm  | Sáng tác                    | Thể hiện             |
| 1   | Tạ Ơn Mẹ                                 | Quốc Anh - 30 Năm Kỷ Niệm | 2011 | Quốc Anh                    | Quốc Anh             |
| 2   | Kiên Giang Trăm Nhớ Ngàn Thương          | Quốc Anh - 30 Năm Kỷ Niệm | 2011 | Thơ: Lưu Sơn Nhạc: Quốc Anh | Quốc Anh – Thục Oanh |
| 3   | Tà Áo Quê Hương                          | Quốc Anh - 30 Năm Kỷ Niệm | 2011 | Quốc Anh                    | Quốc Anh             |
| 4   | Paris Còn Gọi Mãi Tên Em                 | Quốc Anh - 30 Năm Kỷ Niệm | 2011 | Quốc Anh                    | Quốc Anh             |
| 5   | Paris Oh Paris                           | Quốc Anh - 30 Năm Kỷ Niệm | 2011 | Quốc Anh                    | Quốc Anh – Thục Oanh |
| 6   | Lặng Lẽ                                  | Quốc Anh - 30 Năm Kỷ Niệm | 2011 | Quốc Anh                    | Quốc Anh             |
| 7   | Tình Đắng                                | Quốc Anh - 30 Năm Kỷ Niệm | 2011 | Quốc Anh                    | Quốc Anh             |
| 8   | Yêu Em Nên Lòng Đổ Mưa - Roger De Tahiti | Quốc Anh - 30 Năm Kỷ Niệm | 2011 | Lời Việt: Quốc Anh          | Quốc Anh             |
| 9   | Cảm ơn Tình Em                           | Quốc Anh - 30 Năm Kỷ Niệm | 2011 | Quốc Anh                    | Quốc Anh             |
| 10  | Vọng Quỳnh Hoa                           | Quốc Anh - 30 Năm Kỷ Niệm | 2011 | Thơ: Lưu Sơn Nhạc: Quốc Anh | Quốc Anh             |

### CD Cho Anh Xin Số Nhà
| STT | Tên bài hát                  | CD-Album                      | Năm  | Sáng tác           | Thể hiện |
| 1   | Nàng Karaoke                 | Quốc Anh – Cho Anh Xin Số Nhà | 2015 | Lời Việt: Quốc Anh | Quốc Anh |
| 2   | Cho Anh Xin Số Nhà           | Quốc Anh – Cho Anh Xin Số Nhà | 2015 | Trần Thiện Thanh   | Quốc Anh |
| 3   | Đi Với Tôi                   | Quốc Anh – Cho Anh Xin Số Nhà | 2015 | Canh Thân          | Quốc Anh |
| 4   | Thu Màu Nắng Hạ              | Quốc Anh – Cho Anh Xin Số Nhà | 2015 | Quốc Anh           | Quốc Anh |
| 5   | Lý Phụ Tình                  | Quốc Anh – Cho Anh Xin Số Nhà | 2015 | Quốc Anh           | Quốc Anh |
| 6   | Ngày Xuân Vui Cưới           | Quốc Anh – Cho Anh Xin Số Nhà | 2015 | Quốc Anh           | Quốc Anh |
| 7   | Mưa Trên Thung Lũng Hoa Vàng | Quốc Anh – Cho Anh Xin Số Nhà | 2015 | Quốc Anh           | Quốc Anh |
| 8   | Niềm Tin                     | Quốc Anh – Cho Anh Xin Số Nhà | 2015 | Quốc Anh           | Quốc Anh |
| 9   | Tình Ca Người Đi Biển        | Quốc Anh – Cho Anh Xin Số Nhà | 2015 | Trường Hải         | Quốc Anh |
| 10  | Bánh Xe Lãng Tử              | Quốc Anh – Cho Anh Xin Số Nhà | 2015 | Trọng Khương       | Quốc Anh |

### CD Yêu Nhau Không Dám Lấy
| STT | Tên bài hát              | CD-Album               | Sáng tác                                 | Thể hiện             |
| 1   | Và Tôi Cũng Yêu Em       | Yêu Nhau Không Dám Lấy | Đức Huy                                  | Quốc Anh             |
| 2   | Từ Ngày Xa Nhau          | Yêu Nhau Không Dám Lấy | Nguyễn Quốc Anh                          | Hương Lan            |
| 3   | Nửa Đời Xanh Xao         | Yêu Nhau Không Dám Lấy | Nguyễn Quốc Anh                          | Tuấn Anh             |
| 4   | Tình Ca Muôn Thuở        | Yêu Nhau Không Dám Lấy | Lời Việt: Quốc Anh                       | Kiều Nga             |
| 5   | Chiều Trên Sóng Colorado | Yêu Nhau Không Dám Lấy | Nguyễn Quốc Anh                          | Như Mai              |
| 6   | Ba Mối Tình              | Yêu Nhau Không Dám Lấy | Tần An                                   | Quốc Anh             |
| 7   | Yêu nhau không dám lấy   | Yêu Nhau Không Dám Lấy | Nhạc: Nguyễn Quốc Anh Thơ: Nguyễn Đức An | Quốc Anh – Hương Lan |
| 8   | Tình Sầu Paris           | Yêu Nhau Không Dám Lấy | Nguyễn Quốc Anh                          | Tuấn Anh             |
| 9   | Định Mệnh Buồn           | Yêu Nhau Không Dám Lấy | Nguyễn Quốc Anh                          | Quốc Anh – Ngọc Lan  |
| 10  | Lá Thư Kỷ Niệm           | Yêu Nhau Không Dám Lấy | Thanh Vũ                                 | Quốc Anh             |
| 11  | Đàn Trong Đêm Vắng       | Yêu Nhau Không Dám Lấy | Lời Việt: Đức Quỳnh                      | Kiều Nga             |
| 12  | Bạc Tình Ca              | Yêu Nhau Không Dám Lấy | Lời Việt: Quốc Anh                       | Quốc Anh             |

### Khác (góp mặt)
| STT | Tên bài hát                 | CD-Album                                 | Thể hiện                                        |
| 1   | Anh Vẫn Không Đổi Thay      | Trăng Mơ                                 | Quốc Anh                                        |
| 2   | Em Đẹp Như Mơ               | Trăng Mơ                                 | Quốc Anh                                        |
| 3   | Bia Ôm                      | Nụ cười Bolsa 1                          | Quốc Anh                                        |
| 4   | Mạnh Lệ Quân 1              | Nụ cười Bolsa 1                          | Quốc Anh                                        |
| 5   | Chiến Sĩ Vô Danh            | Một Chút Quà Cho Quê Hương               | Quốc Anh                                        |
| 6   | Chờ                         | Tình Như Mây Khói - Tình khúc Lam Phương | Quốc Anh                                        |
| 7   | Mười Sáu Trăng Tròn         | Dạ Vũ Yêu Đương 3                        | Quốc Anh                                        |
| 8   | Lời Tỏ Tình Đáng Yêu        | Lời Tỏ Tình Đáng Yêu                     | Quốc Anh – Khả Tú                               |
| 9   | Đoản Xuân Ca                | Lời Tỏ Tình Đáng Yêu                     | Quốc Anh – Khả Tú                               |
| 10  | Can Chi Tui                 | Lời Tỏ Tình Đáng Yêu                     | Quốc Anh – Khả Tú                               |
| 11  | Tình Có Như Không           | Dạ Vũ Paris 1 – Tóc Mây                  | Quốc Anh                                        |
| 12  | Chỉ Còn Vậy Thôi Sao        | Ru Đời Phù Ảo                            | Quốc Anh                                        |
| 13  | Có Bao Giờ Em Hỏi           | Ru Đời Phù Ảo                            | Quốc Anh                                        |
| 14  | Em, Anh Đã Tới Paris        | Ru Đời Phù Ảo                            | Quốc Anh                                        |
| 15  | Bài Ca Ngày Cưới            | Dạ Vũ Vu Quy 2                           | Quốc Anh                                        |
| 16  | Chuyện Ba Người             | Nhật Trường 6 - Bảy Thế Kỷ Tình Yêu      | Nhật Trường – Mỹ Lan, Quốc Anh                  |
| 17  | Dạ Khúc Tình Hồng           | Mừng Tân Hôn – Dạ Vu Quy 4               | Quốc Anh                                        |
| 18  | Vu Lan Gửi Mẹ               | Vu Lan Nhớ Mẹ - Đạo Ca 2                 | Quốc Anh                                        |
| 19  | Cư Sĩ Áo Lam                | Phật Đản Sanh                            | Quốc Anh                                        |
| 20  | Tiếng Hát Nhân Gian Tịnh Độ | Phật Đản Sanh                            | Quốc Anh                                        |
| 21  | Hàng Hàng Lớp Lớp           | Hùng Ca Nhà Việt Nam                     | Quốc Anh                                        |
| 22  | Bạch Đằng Giang             | Hùng Ca Nhà Việt Nam                     | Quỳnh Giao; Duy Quang; Quốc Anh; Mai Ngọc Khánh |
| 23  | Đà Lạt Trăng Mờ             | Mùa Xuân Chín                            | Quốc Anh                                        |
| 24  | Huyền Ảo                    | Mùa Xuân Chín                            | Quốc Anh                                        |